# Hijos de nuestro barrio
Hijos de nuestro barrio (en inglés: Children of Gebelawi, en árabe: أولاد حارتنا) es una novela del escritor y premio Nobel egipcio Naguib Mahfouz. También ha sido difundida por la transliteración del dialecto egipcio, Awlad Haretna, y la transliteración en árabe formal, Awlaadu Haaratena y la traducción alternativa transliteral Children of Our Alley.

## Recepción
Su primera impresión en árabe data de 1959, en forma de entregas en serie, en el periódico Al-Ahram. Tuvo una oposición muy fuerte por parte de las autoridades religiosas, y fue prohibida la publicación del libro en Egipto.
Su primera impresión como libro se realizó en Líbano en 1967. En 1981 se publicó una traducción al inglés de Philip Stewart; cuando Stewart se negó a vender su copyright, Doubleday le encargó una nueva versión a Peter Theroux.
Por este libro en 1989 Naguib Mahfouz fue condenado por Omar Abdel-Rahman, luego de que el Premio Nobel hizo revivir el interés por el mismo. Por ello en 1994, un día después del aniversario del Premio Nobel, Mahfouz fue atacado y apuñalado en el cuello por dos extremistas en una calle del Cairo en cercanías de su casa. Mahfouz sobrevivió el ataque, aunque sufrió sus consecuencias hasta su muerte en el 2006.

## Sinopsis
La historia relata la historia entrelazada de las tres religiones abrahamicas monoteístas (Judaísmo, Cristianismo, e Islam), alegorizadas en un escenario de un barrio imaginario en El Cairo durante el siglo XIX.
Los críticos sostiene que Gabalawi representa a Dios. Mahfouz rechazó esta interpretación, indicando que él sostiene "una cierta idea de Dios que han forjado los hombres" y que "Nada puede representar a Dios. Dios no se parece a ningún otro ente. Dios es enorme." Las primeras cuatro secciones cuentan, en sucesión, las historias de: Adam (Adham أدهم) y como fue favorecido por Gabalawi por sobre sus otros hijos, incluidos el mayor Satanás/Iblis (Idris إدريس). En generaciones posteriores los héroes reviven las vidas de Moisés (Gabal جبل), Jesús (Rifa'a رفاعة) y Mahoma (Qasim قاسم). Los seguidores de cada héroe se asientan en diferentes partes del barrio, simbolizando al Judaísmo, Cristianismo e Islam. El protagonista de la quinta sección del libro es Arafa (عرفة), quien simboliza la ciencia moderna y viene luego de los profetas, mientras que todos sus seguidores sostienen que Arafa es uno de ellos.
Un elemento central de la trama son los futuwwat (plural de futuwwa, 'hombre fuerte'), quienes controlan el barrio y exigen dinero al pueblo a cambio de protección. Los sucesivos héroes echan a los hombres fuertes de sus épocas, pero a la generación siguiente surgen nuevos matones y el estado de cosas sigue siendo malo. Arafa trata de usar su conocimiento de explosivos para destruir al matón, pero sus intentos por descubrir los secretos de Gabalawi conducen a la muerte del anciano (aunque no lo mata directamente). El Jefe de los caudillos adivina la verdad y chantajea a Arafa para que lo ayude a convertirse en el dictador de todo el barrio. El libro finaliza, luego del asesinato de Arafa, mientras su amigo busca en una pila de basura la clave del libro en el cual Arafa anotaba sus secretos. El pueblo expresa "La opresión debe cesar tal como el día sigue a la noche. Veremos el fin de la tiranía y el principio de los milagros."

## Impresiones
- 1981, UK, Heinemann ISBN 0-435-99415-8 Fecha 1981, (Los Niños de Gebelawi)
- 1988, USA, Three Continents Press ISBN 0-89410-654-6 Publicado en abril de 1981
- 1989, España, Hijos de nuestro barrio, Ed. Alcor, Barcelona, Traducción de "Awlad harati-na", por Villaescusa, D.G. ISBN: 84-270-1314-0
- 1990, Israel, Am Oved ,[3] Traducción al hebreo por David Sagiv como Niños de nuestro barrio.
- 1996, USA, Doubleday ISBN 0-385-42094-3, publicado en 1996, (como Children of the Alley - traducción de Theroux)
- 1997, USA, Passeggata Press, ISBN 0-89410-818-2, publicado en 1997, (como Children of Gebelaawi - Stewart's version revised)
- 2006, España, Hijos de nuestro barrio, Ed. Martínez Roca, Madrid, traducción del árabe, D.G. Villaescusa, et al., ISBN: 9788427033078